# Верхние Лащи
Ве́рхние Лащи́ (тат. Югары Лашчы, Лашчы Башы) — село в Буинском районе Республики Татарстан, административный центр Верхнелащинского сельского поселения.

## Этимология
Топоним произошёл от татарского слова «югары» (верхний) и гидронима «Лашчы» (Лащи).

## География
Село находится в верховье реки Лащи, в 19 километрах к северо-западу от города Буинск.

## История
Село основано во 2-й половине XVII века.
В XVIII — 1-й половине XIX веков жители относились к категории государственных крестьян, несли лашманскую повинность. Занимались земледелием, разведением скота, торговлей хлебом.
В «Списке населенных мест по сведениям 1859 года», изданном в 1863 году, населённый пункт упомянут как лашманская деревня Верхние Лащи 2-го стана Буинского уезда Симбирской губернии. Располагалась при речке Сухой Лаще, на коммерческом тракте из Буинска в Курмыш, в 18 верстах от уездного города Буинска и в 39 верстах от становой квартиры в удельной деревне Шихарданы. В деревне в 30 дворах жили 253 человека (127 мужчин и 126 женщин). Была мечеть.
В начале XX века в Верхних Лащах функционировали мечеть и медресе.
До 1920 года село входило в Энтугановскую волость Буинского уезда Симбирской губернии. С 1920 года в составе Буинского кантона ТАССР. С 10 августа 1930 года в Буинском районе.
В 1931 году в селе организован колхоз «Урняк», с 1999 года коллективное хозяйство «Новый путь», с 2004 года общество с ограниченной ответственностью «Авангард».

## Население
| 1859 | 1897  | 1911   | 1920   | 1926  | 1938  | 1949  | 1958  | 1970  | 1979  | 1989  | 2000  | 2010 | 2015 |
| ---- | ----- | ------ | ------ | ----- | ----- | ----- | ----- | ----- | ----- | ----- | ----- | ---- | ---- |
| 253  | 598 ↗ | 1094 ↗ | 1025 ↘ | 943 ↘ | 808 ↘ | 641 ↘ | 533 ↘ | 465 ↘ | 414 ↘ | 256 ↘ | 280 ↗ | 234↘ | 197↘ |

Национальный состав села — татары.

## Экономика
Жители работают преимущественно в ООО «Авангард» (полеводство, мясо-молочное скотоводство).

## Инфраструктура
Неполная средняя школа (с 1919 г. как начальная), дом культуры, фельдшерско-акушерский пункт, библиотека.

## Религия
Мечеть «Мухаматзариф».